# Аль-Мугальгіль
Аль-Мугальгі́ль (араб. المهلهل — «витончений») — один із найдавніших арабських поетів. Справжня ім'я — Адій ібн Рабіа. Також відомий під прізвиськом Зір ан-ніса (араб. زير النساء — «дамський кавалер»). Брат таглібського вождя Кулейба та дядько Імрууль-Кайса, відомого давньоарабського поета.

## Біографія
Перший арабський поет, який склав касиду та сказав «неправду в поезії». Також перший, хто склав газель (любовний вірш). Згадується в переказі «Війна через верблюдицю Басус» з «Днів арабів». Мугальгіль — брат Кулейба, вождя таглібітів та бакритів. Дізнавшись про вбивство брата одним з бакритських воїнів, очолив плем'я тагліб під час сороколітньої війни. Відмовившись від усіх радостей життя, поклявся мстити за братову смерть аж «поки за кожну Кулейбову частину тіла не вб'є по людині з племені бакр». У траурних віршах (ріса) оплакував смерть брата, якого зображував взірцем бедуїнської гідності (описував його мужність на полі бою та стійкість під час пиятик), та закликав соплемінників до помсти. Помер близько 531 року н. е.